# Izvestia
Izvestia (în rusă Известия; IPA:  [ɪzˈvʲesʲtʲɪjə]) este un cotidian rusesc de largă circulație, cu o lungă durată de apariție. A fost unul dintre ziarele de referință din Uniunea Sovietică, alături de Pravda, începând din 1917 și până la dizolvarea URSS în 1991.
Cuvântul izvestia înseamnă în limba rusă „mesaje transmise”, derivat din verbul izveșceat („a informa”, „a notifica”). El este de obicei tradus, atunci când face referire la presă, ca „știri” sau „comunicate”.

## Origine
Ziarul a apărut ca organ de presă al Sovietului Deputaților Muncitorilor de la Petrograd («Извѣстія Петроградскаго совѣта рабочихъ депутатовъ») pe 13 martie [S.V. 28 februarie] 1917 la Petrograd. Inițial, el exprima punctul de vedere al menșevicilor și al Partidului Socialist-Revoluționar.
În august 1917 a luat titlul de Știrile Comitetului Central Executiv al Sovietului de deputați ai muncitorilor și soldaților din Petrograd («Извѣстія Центральнаго Исполнительнаго Комитета и Петроградскаго совѣта рабочихъ и солдатскихъ депутатовъ»). Prin octombrie 1917 a devenit Știrile Comitetului Executiv Central al Sovietelor de deputați ai muncitorilor și soldaților («Извѣстія ЦИК Совѣтовъ рабочихъ и солдатскихъ депутатовъ») și a fost reintitulat în cele din urmă Știrile Sovietelor de deputați ai poporului.
După cel de-al Doilea Congres Unional al Sovietelor, Izvestia a devenit un ziar oficial al guvernului sovietic (Comitetul Central Executiv al Sovietului Suprem al Uniunii Sovietice și al Sovnarkom).

## Istoric

### 1917-1991

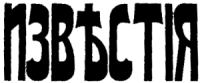
Vechiul logo al Izvestia. El utilizează două litere care nu mai sunt folosite în limba rusă.

În timpul epocii sovietice cotidianul Pravda îndeplinea rolul de purtător de cuvânt oficial al Partidului Comunist, în timp ce Izvestia exprima punctele de vedere oficiale ale guvernului sovietic așa cum erau publicate de către Prezidiul Sovietului Suprem al URSS. Numele său complet era Izvestia Sovetov Narodnîh Deputatov SSSR (în limba rusă, Известия Советов народных депутатов СССР, Știrile Sovietelor Deputaților Poporului din URSS).

### 1992–prezent
După dizolvarea Uniunii Sovietice, Izvestia s-a descris ca un ziar „național” al Rusiei. Ziarul a fost deținut de un mare concern de presă al lui Vladimir Potanin, care avea legături strânse cu guvernul. Pachetul de control al cotidianului Izvestia a fost achiziționat de către compania de stat Gazprom pe 3 iunie 2005, care l-a inclus în holdingul Gazprom Media. Potrivit acuzațiilor formulate de Comitetul pentru Protecția Jurnaliștilor, Raf Șakirov, redactorul șef al publicației Izvestia, a fost forțat să demisioneze pentru că oficialilor guvernamentali nu le-a plăcut modul de prezentare a crizei ostaticilor de la școala din Beslan. Alte surse au afirmat că Potanin i-ar fi cerut să plece de teamă că liderii de la Kremlin s-ar fi enervat pentru publicarea în Izvestia a unor fotografii explicite ale masacrului. În anul 2005 Izvestia avea un tiraj de 240.967 de exemplare, pentru ca în 2007 tirajul să crească, potrivit TNS Gallup Media, la 371.000 de exemplare. Până la moartea sa, ce a avut loc în 1 octombrie 2008, artistul principal a fost Boris Yefimov, ilustratorul centenar care a lucrat  pe postul de caricaturist politic în epoca lui Iosif Stalin.
În 2008, Gazprom Media a vândut ziarul Izvestia către National Media Group. Ziarul a fost relansat apoi în format D2 (broadsheet) și a adoptat un nou slogan, precum și o acoperire extinsă a domeniului economic. Vechiul supliment de afaceri al ziarului, Finansovie Izvestia (Izvestia Financiară), a fost închis și, în schimb, a fost lansat în septembrie 2011un săptămânal care a fost distribuit cu Izvestia în zilele de luni. Suplimentul de vineri Nedelia (Săptămâna), dedicat culturii și activităților desfășurate în timpul liber, a fost relansat tot atunci.